# Tico-tico-barbanegra
O tico-tico-barbanegra (Spizella atrogularis) é uma pequena ave do gênero Spizella, da família  Passerellidae. É encontrado no sudoeste dos Estados Unidos e em grande parte do México ao norte do Istmo de Tehuantepec; a maioria das populações nos EUA migra para o sul após a reprodução, enquanto as do México são residentes. É uma ave esbelta, de cauda longa, principalmente cinza com dorso marrom-avermelhado com listras pretas, asas e cauda marrons, bico rosa e pernas e pés marrons. Na época de reprodução, o macho apresenta manchas pretas na garganta, no queixo e na parte frontal do rosto. As fêmeas, os jovens e os machos não reprodutores apresentam pouco ou nenhum preto nessas áreas. É uma ave discreta, que passa a maior parte do tempo forrageando lentamente no chão, sozinha ou em pequenos grupos, às vezes misturando-se com outras espécies de Spizella. É onívora, alimentando-se principalmente de sementes durante o inverno e de insetos durante o verão. Constrói um ninho em forma de xícara com gramíneas, raízes ou fibras vegetais, no qual a fêmea põe de 2 a 5 ovos azul-claros. A fêmea faz a maior parte ou toda a incubação dos ovos, mas ambos os pais alimentam os filhotes nascidos.
A espécie foi descrita pela primeira vez por Jean Cabanis em 1851. Foram identificadas quatro subespécies: uma se reproduz apenas nos EUA, outra apenas no México e as outras duas se reproduzem em ambos os países. A maioria das populações do norte se desloca para o sul, principalmente para o México, durante o inverno. Devido ao tamanho aparentemente grande de sua população e à ampla área de distribuição, ela é considerada uma espécie pouco preocupante. No entanto, o aumento das temperaturas globais pode ter um impacto negativo significativo em seus números.

## Taxonomia
O ornitólogo alemão Jean Cabanis descreveu pela primeira vez o tico-tico-barbanegra em 1851, usando um espécime que se acredita ter sido coletado perto da Cidade do México. Ele o chamou de Spinites atrogularis. Na década seguinte, a maioria das autoridades o transferiu para o gênero Spizella, onde permanece desde então. É um dos seis pequenos pássaros da família Passerellidae no gênero, e é conhecido por ter hibridizado com o  tico-tico-de-peito-cinzento, um congênere. Estudos de DNA mitocondrial mostraram que o  tico-tico-pequeno é seu parente mais próximo. Há quatro subespécies reconhecidas:
- S. a. evura, descrita pela primeira vez por Elliott Coues em 1866, é encontrada no sudoeste dos Estados Unidos e no noroeste do México (norte de Sonora).[4] Também conhecida como tico-tico-barbanegra-do-Arizona, foi considerada uma espécie distinta (Spizella evura) por alguns autores (Elliott Coues e Richard Bowdler Sharpe, por exemplo) no passado.[2]

- S. a. caurina, descrita pela primeira vez por Alden H. Miller [en] em 1929, é encontrada na região centro-oeste da Califórnia.[4] Essa subespécie também é conhecida como tico-tico-barbanegra-de-São-Francisco.[9]

- S. a. cana, descrita pela primeira vez por Elliott Coues em 1866, é encontrada no sudoeste da Califórnia e na Baixa Califórnia, no noroeste do México.[4] Também conhecida como tico-tico-barbanegra-da-Califórnia, foi considerada por alguns no passado (Richard Bowdler Sharpe, por exemplo) como uma espécie distinta.[9]

- S. a. atrogularis, a subespécie indicada, foi descrita por Jean Cabanis em 1851. Ela é encontrada no centro-norte do México,[4] e também é conhecida como tico-tico-barbanegra-mexicano.[2]

O nome do gênero Spizella é um diminutivo da palavra em grego antigo spiza, que significa “tentilhão”. O nome da espécie atrogularis é uma combinação do latim ater, que significa “preto”, e gularis, que significa “garganta”. O nome comum "sparrow" é uma palavra inglesa usada antes do século XII. Embora originalmente usado para o pardal-doméstico, uma espécie europeia comum, seu uso se expandiu para os pardais não relacionados do Novo Mundo devido à sua aparência semelhante.

## Descrição
O tico-tico-barbanegra é um passeriforme pequeno, medindo de 13-15 cm de comprimento, com uma envergadura de aproximadamente 19-20 cm. Ele pesa de 9,0 a 14,8 g, com um peso médio de 11,3 g. No geral, é um pássaro esguio, de cabeça redonda, com uma coroa alta e uma cauda longa e entalhada, que é proporcionalmente mais longa do que a de outros pássaros do gênero Spizella. Os sexos são semelhantes, embora o macho seja em média um pouco maior. A cabeça e o corpo do adulto são cinzas, e o dorso é marrom-avermelhado com estrias pretas. O ventre é esbranquiçado e “mal definido”, e a garupa e as coberturas superiores da cauda são cinza sem estrias. As penas das asas e da cauda são marrom-escuras com bordas mais claras (brancas na cauda). Na plumagem alternada (durante a época de reprodução), o macho tem uma extensa coloração preta no queixo, na garganta e na parte frontal do rosto. Ele perde a maior parte ou todo esse preto durante a estação de não reprodução; os machos mais velhos podem manter algumas manchas pretas. A fêmea tem pouco ou nenhum preto na face, no queixo ou na garganta em qualquer época do ano. Na plumagem básica, pode ser difícil distinguir machos e fêmeas. O filhote se assemelha a um adulto não reprodutor, mas apresenta estrias indistintas nas partes inferiores e duas barras laterais fracas. A cabeça e as partes inferiores têm uma coloração marrom, e as escapulares externas são de cor fulva. As pernas e os pés são marrom-escuros ou escuros, e o bico é pequeno, robusto e rosado. Os filhotes recentes podem ter bicos mais escuros, bem como caudas notavelmente curtas, fendas amarelas e cabeças cinza mais pálidas.

### Voz
Seu canto é um tsip ou stip alto e suave. Em voo, ele emite um ssip suave, um canto que se diz ser parecido com o do tico-tico-trinador [en]. O canto é uma série de assobios claros e agudos que se aceleram em um trinado rápido, que normalmente aumenta de tom. Embora semelhante ao canto do tico-tico-pequeno, ele é mais agudo e mais “mecânico”. Diz-se que o trinado acelerado soa como uma bola de tênis de mesa caída.

### Espécies similares

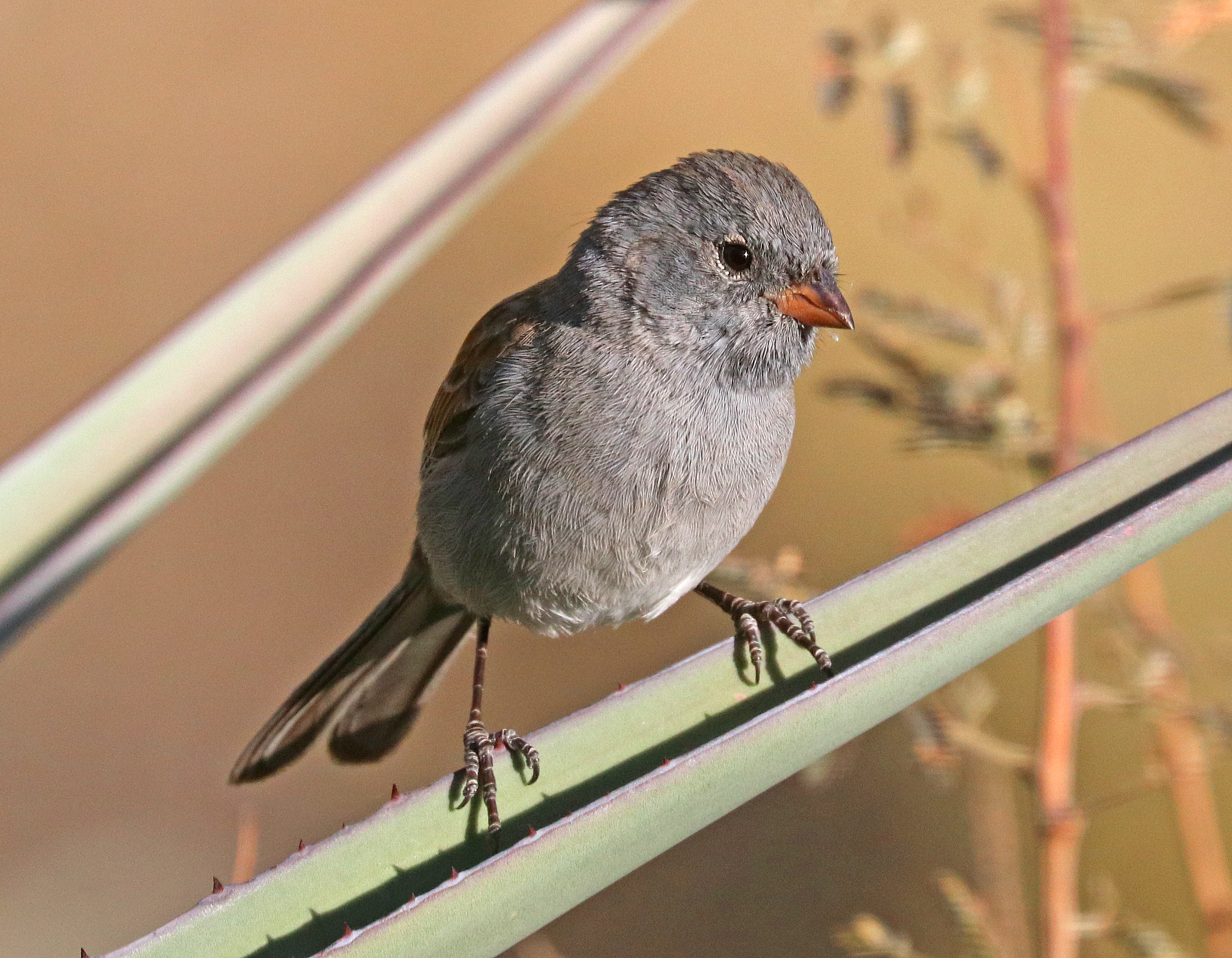
As fêmeas, os filhotes e os machos não reprodutores apresentam poucas ou nenhuma marcação preta na cabeça, no queixo e na garganta.

A combinação da cabeça e do corpo cinza é única entre os pássaros da família Passerellidae. Embora a plumagem seja semelhante à do junco-comum [en], o tico-tico-barbanegra é mais magro, tem o dorso listrado, bordas marrons nas penas das asas e não tem branco na cauda.

## Área de distribuição e habitat
O tico-tico-barbanegra se reproduz no sudoeste dos Estados Unidos e em grande parte do México ao norte do Istmo de Tehuantepec. Ele é encontrado regularmente do norte da Califórnia ao leste até o oeste do Texas e ao norte até o sul de Nevada e Utah, e tem ocorrido como um criador ocasional ou errante no Oregon e no Colorado. Espécie de lugares áridos e semiáridos, vive em chaparral, cerrado, bosques de pinheiro-júnio e outros arbustos arbustivos. Grande parte de seu habitat está em áreas remotas, acidentadas e rochosas. É significativamente menos comum em habitats de borda e raro perto da costa. É encontrada em altitudes que variam de quase o nível do mar a 2.400 m nos Estados Unidos, e de 300 a 2.500 m no México. Algumas aves em Utah podem se deslocar para ecótonos desérticos como parte de uma dispersão pós-reprodutiva e algumas populações do norte se deslocam para o deserto de Chihuahua durante o inverno. A maioria das populações do norte se desloca para o sul - principalmente para o México - durante o inverno; algumas também se deslocam para altitudes mais baixas. Durante a migração, às vezes é registrada em florestas de carvalho montano, mas não em florestas mistas de pinheiros e carvalhos.

## Comportamento

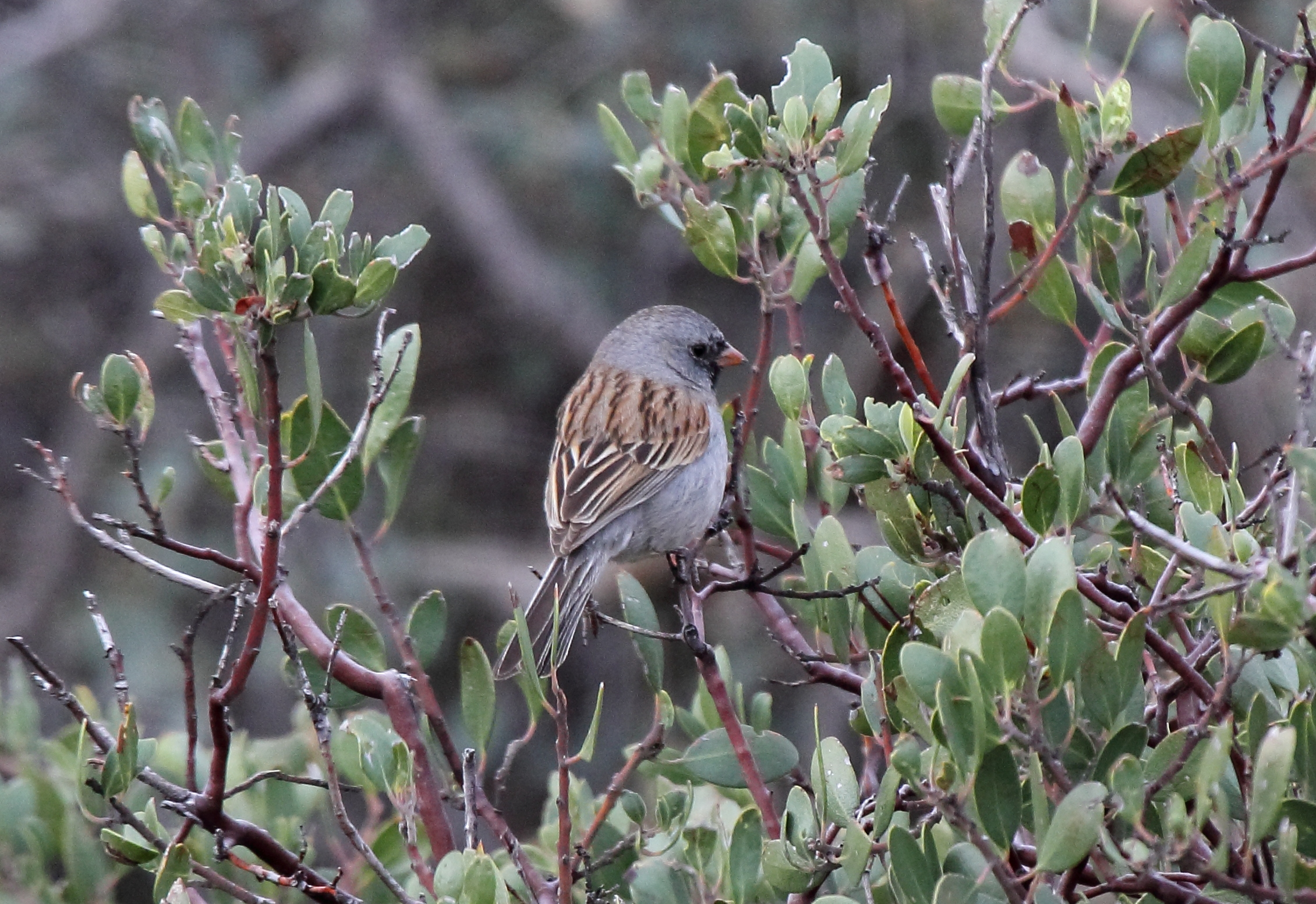
O habitat preferido é a cobertura densa e com arbustos.

Embora o tico-tico-barbanegra pareça ser relativamente comum onde ocorre, é uma espécie discreta que pode ser facilmente ignorada. No México, geralmente é encontrado sozinho ou em pares, e apenas raramente em pequenos grupos. Nos Estados Unidos, às vezes é encontrado em grupos pequenos e soltos, ocasionalmente misturando-se com tico-tico-de-peito-cinzento ou tico-tico-trinador. Voa próximo ao solo, com um estilo de voo ondulante. Embora a espécie geralmente permaneça em uma cobertura profunda, os machos reprodutores desafiam esse comportamento mais típico e escolhem poleiros expostos e visíveis para cantar.

### Alimentação
O tico-tico-barbanegra forrageia no solo ou próximo a ele, passando um tempo considerável trabalhando na mesma área. Embora sua dieta não seja bem conhecida, ele parece se alimentar principalmente de sementes como um granívoro que limpa o solo no inverno e de insetos como um onívoro que forrageia o solo no verão. Ocasionalmente, captura insetos durante o voo e pode se alimentar de sementes enquanto está empoleirado em um arbusto. Parece obter toda a umidade de que necessita de seus alimentos durante o verão, mas no inverno pode percorrer uma distância considerável para chegar a uma fonte de água.

### Reprodução
Grande parte da ecologia de reprodução do tico-tico-barbanegra é pouco conhecida. Ele se reproduz principalmente entre o final de abril e junho, embora tenham sido encontrados ninhos ativos até meados de julho. Os machos cantam em poleiros abertos dentro de seu território, que pode abranger até 2 hectares. Os machos vizinhos frequentemente cantam em contraponto, respondendo alternadamente aos seus rivais que cantam. Eles também perseguem uns aos outros de forma agressiva. O ninho aberto é construído com material vegetal, incluindo gramíneas, caules de ervas daninhas, raízes ou fibras de iúca. É forrado com fibras ou gramíneas finas e, ocasionalmente, com pelos ou penas. Está localizado a menos de 1,2 m do solo, geralmente no nível médio de um arbusto denso. A fêmea faz a maior parte da construção do ninho, embora o macho possa ajudar. O ninho é ocasionalmente parasitado por Molothrus.
A fêmea põe de 2 a 5 ovos azul-claros ou verde-azulados. Normalmente, eles não têm marcas, embora ocasionalmente tenham manchas marrons. A incubação leva cerca de 13 dias e é feita principalmente (ou possivelmente completamente) pela fêmea. Os filhotes são altriciais - sem penas e com os olhos fechados ao eclodir. Ambos os pais fornecem alimento para os filhotes e removem os sacos fecais durante os 11-13 dias necessários para que os filhotes se desenvolvam. Os adultos continuam a alimentar os filhotes por várias semanas depois que eles deixam o ninho. A maioria dos pares cria uma única ninhada por ano, embora haja registros de alguns pares que tentam criar várias ninhadas no sul da Califórnia. Os pares permanecem juntos apenas durante a temporada de reprodução. Os ninhos sofrem uma alta taxa de fracasso; em um estudo realizado no sul da Califórnia, menos de 30% das tentativas de nidificação foram bem-sucedidas. A maioria dos ovos e filhotes são perdidos por predadores. As cobras-garter são predadores conhecidos de ninhos. Outros supostos predadores de ninhos incluem gaios, cobras, lagartos, roedores e formigas.

## Conservação e ameaças
O tico-tico-barbanegra é uma das espécies protegidas pela Lei do Tratado sobre Aves Migratórias de 1918. Sua população geral não foi quantificada, mas sabe-se que seus números estão diminuindo. As estimativas de sua população global variam de 450.000 a 1.100.000. O North American Breeding Bird Survey mostra que os números do tico-tico-barbanegra diminuíram a uma taxa média de 5,1% ao ano entre 1966 e 2003, enquanto a Partners in Flight [en] relata que os números do pássaro caíram 62% entre 1970 e 2014. No entanto, sabe-se que ele é pouco amostrado por pesquisas de pássaros reprodutores em vários estados, incluindo Novo México e Texas. Ele é considerado uma “Ave de Preocupação de Conservação” pelo Serviço de Pesca e Vida Selvagem dos EUA. Por outro lado, a União Internacional para a Conservação da Natureza o considera uma espécie pouco preocupante, devido à sua população substancial e à sua ampla área de distribuição.
Sabe-se que o tico-tico-barbanegra é portador de vários parasitas sanguíneos, incluindo membros dos gêneros Haemoproteus e Trypanosoma. Espécimes portadores do vírus do Nilo Ocidental foram encontrados mortos. Devido ao fato de evitar o habitat de borda, o tico-tico-barbanegra é vulnerável à fragmentação de habitat. Devido a essa vulnerabilidade, ele pode ser uma espécie útil para indicar mudanças ambientais. Ele também pode ser afetado negativamente pelas mudanças climáticas; entre 2000 e 2020, sua área de reprodução se deslocou perceptivelmente para o norte. A National Audubon Society prevê que, em 2080, nenhuma parte de sua área de reprodução atual ainda estará em uso. Prevê-se que sua área de invernada seja mais estável, com cerca de 65% da área atual ainda em uso até 2080, e a área total da área de invernada nos Estados Unidos poderá aumentar.